# Journal of Experimental Medicine
Journal of Experimental Medicine  (JEM) es una revista médica revisada por pares publicada por Rockefeller University Press que publica artículos de investigación y comentarios sobre los mecanismos fisiológicos , patológicos y moleculares que abarcan la respuesta del huésped a la enfermedad. La revista da prioridad a los estudios sobre organismos intactos y se ha comprometido a publicar estudios sobre seres humanos. Los temas cubiertos incluyen inmunología , inflamación , enfermedades infecciosas , hematopoyesis , cáncer , células madre y biología vascular. La revista no tiene un solo editor en jefe , sino trece editores académicos.

## Historia
La revista fue establecida en 1896 en la Escuela de Medicina Johns Hopkins. Su primer editor fue r William H. Welch , el fundador de la escuela y también el primer presidente de la Junta de Directores Científicos del Instituto Rockefeller (desde entonces renombrado como Universidad Rockefeller ).  
En  1902, Welch apeló a la junta del Instituto Rockefeller para que se hiciera cargo de la revista. 
El primer número publicado por el Instituto Rockefeller apareció en febrero de 1905, y la revista se ha publicado regularmente desde entonces. Aunque la revista fue adoptada por el Instituto Rockefeller como un lugar para la publicación de la propia investigación del instituto, también aceptó presentaciones de fuera. Incluso en los primeros años, más de la mitad de los artículos publicados en la revista procedían de laboratorios externos. 

## Métricas de revista
2022
- Web of Science Group : 14,307
- Índice h de Google Scholar: 462
- Scopus: 14,131